# Pseudomys apodemoides
Pseudomys apodemoides är en däggdjursart som beskrevs av Hedley Herbert Finlayson 1932. Pseudomys apodemoides ingår i släktet australmöss och familjen råttdjur. Inga underarter finns listade i Catalogue of Life. Arten listades tidvis i släktet Gyomys som används inte längre. Enligt en studie från 2007 är Pseudomys albocinereus och Pseudomys fumeus artens närmaste släktingar.

## Utseende
Arten blir utan svans 65 till 95 mm lång, svanslängden är 90 till 115 mm och vikten ligger mellan 16 och 22 g. Den är så en liten medlem i släktet Pseudomys och den liknar en husmus i utseende. Bakfötterna är 20 till 23 mm långa och öronen är 16 till 19 mm stora. Pälsen på ovansidan är främst silvergrå med några inblandade ljusbruna hår. Det finns en ganska tydlig gräns mot den vitaktiga undersidan. Typisk är rosa öron, rosa fötter och en rosa svans med några glest fördelade vita hår.

## Utbredning och ekologi
Denna gnagare förekommer i gränsområdet mellan delstaterna South Australia och Victoria i södra Australien. Den lever där i hedområden med några glest fördelade buskar. Den undviker jordbruksmark. Individerna gräver underjordiska bon. Per år kan flera kullar förekomma och per kull föds 2 till 5 ungar.
Boet ligger ofta i skyddet av en buske av arten Banksia ornata. Det har några nästan lodrätta tunnlar till ett djup av 1,5 meter, flera vågrätta tunnlar och ett klotrunt näste som fodras med gräs och bark. Pseudomys apodemoides äter främst frön som kompletteras med blommor, svampar, insekter och andra leddjur. Exemplaren gynnas av bränder som skapar nya lämpliga habitat. I fångenskap levde upp till tre honor i samma näste. Hannar lever ensam och besöker honornas näste tillfällig. De flesta ungar föds under våren och sommaren. Dräktigheten varar i 34 till 38 dagar. Ungarna får ungefär 40 dagar di och de blir efter tre månader könsmogna.

## Hot
Allt för stora bränder kan skada lokala populationer. Introducerade kaniner är konkurrenter om samma föda. Gnagaren jagas av införda rödrävar och huskatter. Hela beståndet är fortfarande stor. IUCN kategoriserar arten globalt som livskraftig.